# Hiroaki Ohishi
Hiroaki Ohishi (jap. 大石博暁; ur. 13 marca 1970 w Hiroszimie) - japoński bobsleista. Uczestnik dwóch Zimowych Igrzysk Olimpijskich w Nagano i Salt Lake City.

## Igrzyska Olimpijskie

### Nagano 1998
W Nagano Hiroaki Ohishi wystąpił zarówno w konkursie dwójek, jak i czwórek. W konkursie dwójek zjeżdżał wraz z Naomi Takewaki, gdzie zajął 17. miejsce na 36 ekip, które dotarły do mety. W konkursie czwórek zajął 15 na 31.

### Salt Lake City 2002
W Salt Lake City Hiroaki Ohishi wystąpił jako pilot w konkursie dwójek. Zjeżdżał wraz z Shinji Miurą, gdzie zajął 29. miejsce na 37 załóg, które dotarły do mety.